# 박봉주 (1868년)
박봉주(朴鳳柱, 1868년 음력 12월 7일~1936년 양력 9월 29일)는 조선과 대한제국의 관료이자, 일제강점기에 조선총독부 중추원 참의를 지냈다. 아호는 초은(樵隱)이다. 조선총독부 중추원에 의하면 그는 국민협회에 관련된 인물이었다 한다.

## 생애
1904년 내장원경, 1905년 봉상사 제조와 사직서의 제조를 지내는 등 대한제국 말엽에 관료로 근무했다. 이후 한일 병합 조약이 체결될 때까지 궁내부와 장례원에서 근무했다. 1908년 경부터 광주로 내려와 활동하기 시작했는데, 1909년 초에 이 지역 의병들에게 납치된 적이 있었다. 당시 의병들은 박봉주는 "나라를 파는 자"이므로 그 죄를 용납할 수 없어 죽이겠다고 협박한 적이 있어, 이미 이 무렵부터 일본인들과 가까이 지내며 친일파 인물로 비추어졌던 것으로 추정된다.
한일 병합 2년 후인 1912년 일본을 시찰한 바 있고, 1919년에는 조선농사개량주식회사 발기인, 1920년 전라남도 송정금융조합의 조합장이 되는 등 전남 지역을 중심으로 지역의 유지로 활동했다. 1921년 호남물산의 이사가 되었고, 같은 해 중추원 참의직에도 임명되어 3년간 재직했다. 그러나 박봉주는 평소 소행에 사기성이 짙어 인장을 위조한 죄로 광주지방법원에서 유죄 판결을 받은 적까지 있었으므로, 중추원 참의로 임명되었을 때 세상 사람들이 의아하게 생각했다는 기록이 있다.
1922년 전라남도유도창명회 발기인 및 부회장을 지냈으며, 1924년에는 민원식이 신일본주의를 주창하며 설립한 국민협회 회원, 1929년 대성원 전남총지원장을 맡는 등 친일 단체에도 가담했다. 전남유도창명회와 대성원은 모두 유교 계열의 친일 단체였으므로, 유림 관련 활동이 두드러진다.
1922년 송정리교육회 회장, 1923년 조선기업 상무 및 감사, 전남번영회 감사 등 지역의 유지이자 자산가로서 경제계와 교육계에서 활동하다가 1936년 사망했다. 1920년 광주고등보통학교가 개교할 때 창립협의회에 참석한 기록이 있으며, 3·1 운동 이후 개량적 애국계몽 운동의 일환인 민립대학설립운동이 일어났을 때 조선민립대학기성회의 광주지부 발기인 및 집행위원을 맡기도 했다. 1930년 말 경의 조사에 따르면, 박봉주는 광주를 비롯하여 담양군, 곡성군, 보성군 등지에 162정보 가량의 논밭을 소유한 대지주였다.

## 사후
2002년 민족정기를 세우는 국회의원모임이 발표한 친일파 708인 명단과 2008년 민족문제연구소가 공개한 친일인명사전 수록예정자 명단에 모두 선정되었다. 2007년 대한민국 친일반민족행위진상규명위원회가 발표한 친일반민족행위 195인 명단에도 포함되었다.

## 같이 보기
- 조선총독부 중추원
- 조선민립대학기성회
- 물산장려회
- 국민협회
- 대성원
- 민원식
- 김명준
- 박중양

## 참고 자료
- 친일반민족행위진상규명위원회 (2007년 12월). 〈박봉주〉 (PDF). 《2007년도 조사보고서 II - 친일반민족행위결정이유서》. 서울. 605~615쪽쪽. 발간등록번호 11-1560010-0000002-10. [깨진 링크(과거 내용 찾기)]